# Liste der Botschafter der Vereinigten Staaten in Aserbaidschan

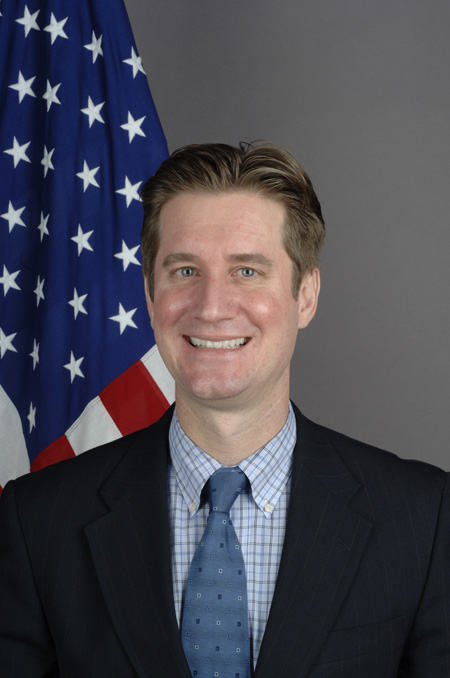
Matthew Bryza, bisher letzter US-Botschafter in Aserbaidschan

Die Liste der Botschafter der Vereinigten Staaten in Aserbaidschan bietet einen Überblick über die Leiter der US-amerikanischen diplomatischen Vertretung in Aserbaidschan seit 1992. Die ehemalige sowjetische Unionsrepublik hatte sich am 30. August 1991 für unabhängig erklärt; die Vereinigten Staaten erkannten den neuen Staat am 25. Dezember desselben Jahres an. Am 19. Februar 1992 nahmen beide Länder diplomatische Beziehungen auf, ehe am 16. März dieses Jahres dann die US-Botschaft in Baku eröffnet wurde, die zunächst unter der Leitung von Geschäftsträger Robert Finn stand. Mit Richard Miles nahm der erste offizielle Botschafter im September 1992 seinen Dienst auf.
| Amtszeit  | Name                     | ernannt von    |
| --------- | ------------------------ | -------------- |
| 1992–1993 | Richard Miles            | George Bush    |
| 1994–1997 | Richard Kauzlarich       | Bill Clinton   |
| 1997–2000 | Stanley Tuemler Escudero | Bill Clinton   |
| 2000–2003 | Ross Wilson              | Bill Clinton   |
| 2003–2006 | Reno L. Harnish          | George W. Bush |
| 2006–2009 | Anne E. Derse            | George W. Bush |
| 2011–2012 | Matthew Bryza            | Barack Obama   |
| 2012–2015 | Richard Morningstar      | Barack Obama   |
| 2015–2018 | Robert Cekuta            | Barack Obama   |
| 2018–2019 | William R. Gill          | Donald Trump   |
| 2019–     | Earl D. Litzenberger     | Donald Trump   |